# Паљета
Паљета (итал. Paglieta) је насеље у Италији у округу Кјети, региону Абруцо.
Према процени из 2011. у насељу је живело 2758 становника. Насеље се налази на надморској висини од 229 м.

## Становништво
Према резултатима пописа становништва 2011. у општини је живело 4.466 становника.
| 1931. | 1936. | 1951. | 1961. | 1971. | 1981. | 1991. | 2001. | 2011. |
| ----- | ----- | ----- | ----- | ----- | ----- | ----- | ----- | ----- |
| 4.914 | 4.885 | 5.090 | 4.832 | 4.176 | 4.403 | 4.394 | 4.401 | 4.466 |